# Principe oscuro
Il Principe Oscuro (Dark Prince nell'originale) è un personaggio immaginario, acerrimo nemico nel primo Prince of Persia e coprotagonista nel successivo Prince of Persia 2: The Shadow and the Flame.

## Biografia

### Serie Classica
Nel quarto livello del gioco, il principe, essendo costretto a saltare attraverso uno specchio magico per poter proseguire, fa apparire per la prima volta il "Dark Prince", un'entità eterea che rappresenta la sua metà cattiva.
Appare poche volte nel corso dell'avventura, ma in una di queste ricopre un ruolo decisivo nella storia (nel sesto livello il malvagio alter ego sbarra la strada al protagonista, ormai vicino alla principessa ed in procinto di arrivare oltre un cancello dopo un burrone, tentando di ucciderlo e di farlo capitombolare negli oscuri meandri delle segrete da cui è partito).
Il principe affronta la sua metà oscura poco prima del duello finale con Jaffar, ma non come un normale avversario; infatti il "Dark Prince" non è altro che una parte di sé stesso, nonostante si muova ed agisca con indipendenza propria, e la sua uccisione a colpi di spada comporterebbe quindi anche la sua morte. Il protagonista, di conseguenza, avanza riponendo l'arma e finalmente si riunifica.

### La serie delle "Sabbie del tempo"
Quando Zervan, il malvagio Visir del Maharajah dell'India, uccide Kaileena e crea le Sabbie del Tempo, il Principe di Persia viene esposto alla loro infezione senza la protezione di uno degli oggetti magici capace di arginarla; fa però appena a in tempo a recuperare il magico Pugnale del Tempo, e a scappare.
Ma dalla catena spinosa con la quale un luogotenente del Visir l'aveva legato per un braccio le Sabbie riescono comunque a penetrare nel corpo del Principe, causando un'infezione che porterà alla nascita del Principe Oscuro.
Da quel momento in poi, a intervalli di tempo, il Principe Oscuro si manifesterà parlando nella mente del Principe o addirittura prendendo possesso del suo corpo, e combattendo e/o superando ostacoli al suo posto, fino a che non si bagnerà in acqua pura.
Fisicamente, il Principe Oscuro possiede la stessa struttura corporea del Principe, poiché ne condivide il corpo; tuttavia differisce massicciamente da lui: innanzitutto, la sua pelle è di colore nero ed è attraversata da venature dorate simili ad un intarsio. Non ha pupille, e i suoi capelli volteggiano perennemente ritti sulla testa. Ha una voce completamente diversa da quella del Principe, così come le loro menti sono indipendenti l'una dall'altra, pur condividendo lo stesso corpo. A differenza della sua controparte il Principe Oscuro è infatti sadico, spietato e determinato, e possiede uno humour decisamente nero.
Le doti atletiche del Principe Oscuro sono più o meno le stesse di quelle del Principe: anche lui può correre sui muri in lunghezza o in larghezza, eseguire delle acrobazie spericolate e saltare molto lontano; potendo contare anche sulla catena che porta al braccio, però, ha anche qualche abilità in più: può infatti svolgerla e appendersi a dei sostegni in modo da utilizzarla come liana per volteggiare o spingersi più in là mentre corre sui muri. Mentre il Principe utilizza uno stile di combattimento deciso, con attacchi aggraziati ma potenti, il carattere devastante del Principe Oscuro si riflette anche nel suo stile di combattimento, che risulta più crudele e mirato alla morte. Grazie alla sua catena, che può far roteare attorno a sé in modo da colpire i nemici e farli cadere, ha inoltre un'arma secondaria fissa, oltre al Pugnale del Tempo, mentre il Principe deve rubarla ai nemici morti. Nonostante egli sembri più forte del Principe, in realtà ha diversi punti deboli che minano la sua potenza. Innanzitutto, la sua salute diminuisce gradualmente, ripristinandosi solo se si raccolgono le Sabbie; essendo poi una creatura corrotta, il contatto con l'acqua pura gli è nocivo, e in quel caso non riesce più a possedere il corpo del Principe.
Il Principe Oscuro è sì una creatura di sabbia, ma non solo: rappresenta infatti la parte cattiva del Principe, risvegliatasi durante tutte le avventure attinenti alle Sabbie del Tempo. È per questo che, quando il Principe scopre il corpo senza vita di suo padre, e davanti a lui giura di combattere per la sua gente e non solo per se stesso, il Principe Oscuro apparentemente viene debellato.
Per la stessa ragione, anche quando le Sabbie del Tempo scompaiono dalla faccia della terra, egli riappare per sfidare un'ultima volta il Principe.
Il loro duello avverrà nel Regno della Mente, ossia nella mente che i due condividono; ma sarà il Principe di Persia a vincere, smettendo di combattere il suo nemico e voltandosi all'amore della bella Farah.